# Psammogobius
Psammogobius is een geslacht van straalvinnige vissen uit de familie van grondels (Gobiidae). Het geslacht is voor het eerst wetenschappelijk beschreven in 1935 door Smith.

## Soorten
- Psammogobius biocellatus (Valenciennes, 1837)
- Psammogobius knysnaensis Smith, 1935